# Fiona Gaißer
Fiona Gaißer (* 8. Juni 2004) ist eine deutsche Fußballspielerin, die seit dem 1. Juli 2024 Vertragsspielerin des Bundesligisten FC Carl Zeiss Jena ist. 

## Karriere

### Vereine
Gaißer begann in der Gemeinde Planegg im oberbayerischen Landkreis München beim dort ansässigen SV Planegg-Krailing mit dem Fußballspielen und wechselte nach ihrer B-Jugendsaison 2019/20 zur zweiten Mannschaft des FC Bayern München. Für die Mannschaft bestritt sie von 2020 bis 2023 34 Punktspiele in der 2. Bundesliga, in denen ihr neun Tore gelangen. Ihr Debüt im Seniorinnenbereich gab sie am 11. Oktober 2020 (2. Spieltag) bei der 1:3-Niederlage im Heimspiel gegen den 1. FC Köln über 90 Minuten. Ihr zweites und letztes Saisonspiel bestritt sie eine Woche später beim 2:2-Unentschieden im Auswärtsspiel gegen den FC Ingolstadt 04. In der Folgesaison kam sie bereits in sechs Punktspielen zum Einsatz und erzielte in ihrem dritten am 13. März 2022 (16. Spieltag) beim 3:2-Sieg im Auswärtsspiel gegen RB Leipzig mit den Treffern zum 1:0 und 2:0 in der 16. und 22. Minute ihre ersten beiden Tore im Seniorinnenbereich. In ihrer letzten Saison wurde sie in allen 26 Saisonspielen eingesetzt und erzielte sieben Tore.
Mit Abiturabschluss im Juli 2023 begab sie sich in die Vereinigten Staaten zwecks Aufnahme eines Studiums. An der University of Louisville im Bundesstaat Kentucky kam sie als Freshman für das Sport-Team der Bildungseinrichtung, die Cardinals, in der Spielzeit 2023 in 18 Meisterschaftsspielen der Atlantic Coast Conference zum Einsatz.
Seit der Saison 2024/25 verstärkt sie die Mannschaft des FC Carl Zeiss Jena, die in der zuvor abgelaufenen Saison in die Bundesliga aufgestiegen ist. Ihr Pflichtspiel- und Bundesligadebüt gab sie zum Saisonstart am 31. August 2024 bei der 0:2-Niederlage im Auswärtsspiel gegen Eintracht Frankfurt.

### Nationalmannschaft
Gaißer kam in drei Länderspielen der U16-Nationalmannschaft zum Einsatz. Ihr Debüt als Nationalspielerin gab sie am 14. Februar 2020 gegen die U16-Nationalmannschaft Frankreichs, die mit 5:4 im Elfmeterschießen bezwungen werden konnte. Zwei Tage später gelang ein 2:0-Sieg im Freundschaftsspiel gegen die U16-Nationalmannschaft der Niederlande und am 19. Februar 2020 gelang ihr beim 4:0-Sieg über die U16-Nationalmannschaft Portugals mit dem Treffer zum Endstand in der 71. Minute ihr erstes Länderspieltor.

## Sonstiges
Im Juli 2023 erlangte Gaißer – gemeinsam mit ihren ehemaligen Mitspielerinnen des FC Bayern München II, Sonja Lux, Amelie Schuster und Marlene Wild – am Gymnasium München-Nord das Abitur.